# Homberg (Berno)
Homberg – gmina (niem. Einwohnergemeinde) w Szwajcarii, w kantonie Berno, w regionie administracyjnym Oberland, w okręgu Thun.

## Demografia
W Hombergu mieszka 510 osób. W 2020 roku 2,7% populacji gminy stanowiły osoby urodzone poza Szwajcarią.